# Kostolište
Kostolište je naseljeno mjesto u okrugu Malacky u Bratislavskom kraju u Slovačkoj.

## Stanovništvo
| Godina:     | 1993. | 2003.    | 2013.    | 2023.    |
| ----------- | ----- | -------- | -------- | -------- |
| Broj ljudi: | 868   | 1019     | 1303     | 2259     |
| Razlika:    |       | +17,39 % | +27,87 % | +73,36 % |

| Godina:     | 2022. | 2023.   |
| ----------- | ----- | ------- |
| Broj ljudi: | 2169  | 2259    |
| Razlika:    |       | +4,14 % |

Prema podatcima o broju stanovnika iz 2023. godine naselje je imalo 2259 stanovnika.

## Vanjske poveznice
|  | Zajednički poslužitelj ima još gradiva o temi Kostolište |

- Službena stranica naselja (sl.)